# Parachemmis fuscus
Espèce
Synonymes
- Corinna tenubra Chickering, 1972

Parachemmis fuscus est une espèce d'araignées aranéomorphes de la famille des Corinnidae.

## Distribution
Cette espèce est endémique du Panama.

## Description
Le mâle décrit par Bonaldo en 2000 mesure 7,6 mm et la femelle 8,2 mm, les mâles mesurent de 6,3 à 8,4 mm et les femelles de 7,5 à 9,9 mm.

## Publication originale
- Chickering, 1937 : The Clubionidae of Barro Colorado Island, Panama. Transactions of the American Microscopical Society, vol. 56, no 1, p. 1-57.